# Уршакбашкарамалинська сільська рада
Уршакбашкарамали́нська сільська рада (рос. Уршакбашкарамалинский сельский совет) — муніципальне утворення у складі Міякинського району Башкортостану, Росія. Адміністративний центр — село Уршакбашкарамали.

## Населення
Населення — 1011 осіб (2019, 1319 в 2010, 1536 в 2002).

## Склад
До складу поселення входять такі населені пункти:
| Населений пункт        | Населення, осіб (2002) | Населення, осіб (2010) |
| ---------------------- | ---------------------- | ---------------------- |
| Аїтово, присілок       | 145                    | 121                    |
| Байтімірово, присілок  | 159                    | 140                    |
| Уршак, село            | 476                    | 413                    |
| Уршакбашкарамали, село | 724                    | 620                    |
| Чишми, присілок        | 32                     | 25                     |